# Ủy ban Quân sự Trung ương Cộng hòa Nhân dân Trung Hoa
Ủy ban Quân sự Trung ương nước Cộng hòa Nhân dân Trung Hoa (tiếng Trung: 中华人民共和国中央军事委员会, Trung Hoa Nhân dân Cộng hòa quốc Trung ương Quân sự Ủy viên hội), còn được gọi tắt là Quân ủy Nhà nước Trung Quốc tiếng Trung: 中华人民共和国中央军委, Quốc gia Trung ương Quân ủy hay tiếng Trung: 国家军委, Quốc gia Quân ủy), là một trong những cơ quan lãnh đạo cao nhất của Cộng hòa Nhân dân Trung Hoa, ngang cấp với Hội đồng nhà nước, Toà án nhân dân Tối cao và Viện Kiểm sát nhân dân Tối cao. Chủ tịch Ủy ban Quân sự Trung ương Trung Quốc do Đại hội đại biểu nhân dân toàn quốc Trung Quốc bầu ra, theo đề cử của Ủy ban Trung ương Đảng Cộng sản Trung Quốc. Dựa theo điều 93 Hiến pháp Cộng hòa Nhân dân Trung Hoa quy định "Ủy ban Quân sự Trung ương nước Cộng hoà nhân dân Trung Hoa lãnh đạo lực lượng vũ trang toàn quốc".

## Lịch sử
Ngày 20 tháng 9 năm 1954, tại phiên họp thứ nhất Đại hội Đại biểu Nhân dân Toàn quốc Trung Quốc thông qua Hiến pháp Cộng hòa Nhân dân Trung Hoa, trong đó điều 20 quy định "Lực lượng vũ trang nước Cộng hoà nhân dân Trung Hoa thuộc về nhân dân". Điều 42 quy định "Chủ tịch Cộng hòa Nhân dân Trung Hoa là người chỉ huy lực lượng vũ trang toàn quốc, kiêm nhiệm Chủ tịch Ủy ban Quốc phòng". Điều 49 khoản 14 quy định, Quốc vụ viện "xây dựng lãnh đạo lực lượng vũ trang".
Ngày 28 tháng 9 năm 1954, Ủy ban Quân sự Trung ương Đảng Cộng sản Trung Quốc được tái lập, Chủ tịch Ủy ban Trung ương Đảng Cộng sản Trung Quốc Mao Trạch Đông đảm nhiệm Chủ tịch, thực tế trong Hiến pháp quy định Chủ tịch nước tới Quốc vụ viện quyền lãnh đạo lực lượng vũ trang. Ngày 17/1/1975, tại phiên họp thứ nhất Đại hội Đại biểu Nhân dân Toàn quốc khóa IV thông qua sửa đổi Hiến pháp, điều 15 quy định "Quân Giải phóng Nhân dân Trung Quốc và Dân binh là con em của giai cấp công, nông được Đảng Cộng sản Trung Quốc lãnh đạo, là lực lượng vũ trang các dân tộc nhân dân", "Chủ tịch Ủy ban Quân sự Trung ương Đảng Cộng sản Trung Quốc là thống soái lực lượng vũ trang toàn quốc". Ngày 5/3/1978, tại phiên họp thứ nhất Đại hội Đại biểu Nhân dân Toàn quốc khóa V thông qua sửa đổi Hiến pháp, điều 19 quy định "Chủ tịch Quân ủy Trung ương Trung Cộng là thống soái lực lượng vũ trang Cộng hòa Nhân dân Trung Hoa".
Tại Hội nghị toàn thể thứ 3 Ủy ban Trung ương Đảng khóa XI, đưa ra "Phát triển Xã hội Chủ nghĩa Dân chủ, kiện toàn Xã hội Chủ nghĩa pháp chế, cải cách hoàn thiện chế độ lãnh đạo của Đảng và Nhà nước", yêu cầu được đưa ra dẫn tới Hiến pháp phải sửa đổi lại. Sau một thời gian làm việc hiệp thương giữa các Đảng phái, tổ chức và các đoàn thể đồng thời lắng nghe từ các nhân sĩ trí thức, năm 1982, Ủy ban Trung ương Đảng quyết định thành lập Ủy ban Quân sự Trung ương Cộng hòa Nhân dân Trung Hoa lãnh đạo lực lượng vũ trang toàn quốc. Đầu tháng 4/1982, quyết định được ghi vào dự thảo Hiến pháp.
Quyết định thành lập Ủy ban Quân sự Quốc gia gây chấn động mạnh trong nước và quốc tế. Trong lực lượng vũ trang, việc thành lập Ủy ban Quân sự Quốc gia là thay đổi nguyên tắc, đồng thời nghi ngờ sự lãnh đạo toàn diện của Đảng Cộng sản Trung Quốc với lực lượng vũ trang. Để thống nhất lực lượng quân sự và Đảng, Ủy ban Trung ương Đảng quyết định cho Bành Chân thay mặt Ủy ban Trung ương Đảng soạn thảo "Dự thảo sửa đổi Hiến pháp quyết định thành lập Ủy ban Quân sự Trung ương" từng bước tuyên truyền trong quân đội.
Thông báo việc thành lập Quân ủy Trung ương Trung Quốc không làm suy yếu hay bãi bỏ vai trò lãnh đạo của Đảng trong quân đội, sau khi thành lập Ủy ban Quân sự Trung ương Trung Quốc, Ủy ban Quân sự Trung ương Trung Cộng vẫn là cơ quan lãnh đạo quân sự trực tiếp của Ủy ban Trung ương Đảng, Chủ tịch Quân ủy Trung ương Trung Cộng sau đó được Đại hội Đại biểu Nhân dân Toàn quốc bầu làm Chủ tịch Quân ủy Trung ương Quốc gia, Quân ủy Trung ương Trung Cộng và Quân ủy Trung ương Quốc gia thực tế là "một cơ quan hai tên gọi", việc lãnh đạo và chỉ huy quân đội dễ dàng hơn. Thông báo cũng cho biết rằng các quy định sửa đổi Hiến pháp của Quân ủy Trung ương Quốc gia là cơ quan lãnh đạo lực lượng vũ trang toàn quốc, Chủ tịch phụ trách điều hành, cho rằng Chủ tịch Quân ủy Trung ương Quốc gia là người đứng đầu lực lượng vũ trang toàn quốc chứ không phải là Chủ tịch nước, Chủ tịch nước là nguyên thủ quốc gia không phụ trách nhiệm vụ cụ thể. Dự thảo sửa đổi Hiến pháp quy định Quốc vụ viện lãnh đạo và quản lý xây dựng sự nghiệp Quốc phòng, Quốc vụ viện thiết lập Bộ Quốc phòng, Bộ Quốc phòng hoạt động dưới chỉ đạo trực tiếp từ Quân ủy Trung ương Trung Cộng.
Sau 4 tháng thảo luận, Ủy ban Tu chính Hiến pháp sau khi thảo luận giữa giới quân sự và lãnh đạo quyết định nhiệm kỳ của Ủy ban Quân sự Trung ương Quốc gia trùng với nhiệm kỳ của Đại hội Đại biểu Nhân dân Toàn quốc, Chủ tịch Quân ủy Trung ương không hạn chế nhiệm kỳ, Chủ tịch Quân ủy Trung ương Quốc gia chịu trách nhiệm báo cáo công tác hoạt động trước Ủy ban Thường vụ Đại hội Đại biểu Nhân dân Toàn quốc.
Ngày 4/12/1982, tại phiên họp thứ 5 Nhân Đại khóa V thông qua Hiến pháp mới trong đó Quân ủy Trung ương Quốc gia đã được quy định tại chương IV "Quân ủy Trung ương"

## Lãnh đạo qua các thời kỳ
| Thứ tứ                                                                       | Chân dung | Họ và tên       | Nhiệm kỳ bắt đầu | Nhiệm kỳ kết thúc | Ghi chú                                                                               |
| ---------------------------------------------------------------------------- | --------- | --------------- | ---------------- | ----------------- | ------------------------------------------------------------------------------------- |
| Chủ tịch Ủy ban Quân sự Cách mạng Nhân dân của Chính phủ Nhân dân Trung ương |           |                 |                  |                   |                                                                                       |
| 1                                                                            |           | Mao Trạch Đông  | 1/10/1949        | 27/9/1954         | Kiêm nhiệm Chủ tịch Chính phủ Nhân dân Trung ương                                     |
| Chủ tịch Ủy ban Quốc phòng Cộng hòa Nhân dân Trung Hoa                       |           |                 |                  |                   |                                                                                       |
| 1                                                                            |           | Mao Trạch Đông  | 27/9/1954        | 27/4/1959         | Kiêm nhiệm Chủ tịch nước                                                              |
| 2                                                                            |           | Lưu Thiếu Kỳ    | 27/4/1959        | 31/10/1968        | Kiêm nhiệm Chủ tịch nước                                                              |
| Chủ tịch Ủy ban Quân sự Trung ương Đảng Cộng sản Trung Quốc                  |           |                 |                  |                   |                                                                                       |
| 1                                                                            |           | Mao Trạch Đông  | 17/1/1975        | 9/9/1976          | 《Hiến pháp Thất Ngũ》quy định Chủ tịch Quân ủy Trung ương là chỉ huy quân sự tối cao |
| 2                                                                            |           | Hoa Quốc Phong  | 7/10/1976        | 28/6/1981         | 《Hiến pháp Thất Bát》quy định Chủ tịch Quân ủy Trung ương là chỉ huy quân sự tối cao |
| Chủ tịch Ủy ban Quân sự nước Cộng hòa Nhân dân Trung Hoa                     |           |                 |                  |                   |                                                                                       |
| 1                                                                            |           | Đặng Tiểu Bình  | 6/6/1983         | 19/3/1990         | Kiêm nhiệm Chủ tịch Quân ủy Trung ương Trung Cộng                                     |
| 2                                                                            |           | Giang Trạch Dân | 19/3/1990        | 8/3/2005          | Kiêm nhiệm Chủ tịch Quân ủy Trung ương Trung Cộng                                     |
| 3                                                                            |           | Hồ Cẩm Đào      | 8/3/2005         | 14/3/2013         | Kiêm nhiệm Chủ tịch Quân ủy Trung ương Trung Cộng                                     |
| 4                                                                            |           | Tập Cận Bình    | 14/3/2013        | Nay               | Kiêm nhiệm Chủ tịch Quân ủy Trung ương Trung Cộng                                     |

## Cơ cấu nhân sự
Điều 93 Hiến pháp Cộng hòa Nhân dân Trung Hoa quy định "Quân uỷ Trung ương gồm các thành viên sau: Chủ tịch; Một số Phó Chủ tịch; Một số uỷ viên."
Theo đề cử của Chủ tịch Ủy ban Quân sự Trung ương Cộng hòa Nhân dân Trung Hoa, Đại hội đại biểu nhân dân toàn quốc Trung Quốc phê chuẩn các thành viên khác của Ủy ban Quân sự Trung ương Cộng hòa Nhân dân Trung Hoa. Trong thời gian giữa hai kỳ của Đại hội đại biểu nhân dân toàn quốc Trung Quốc, Uỷ ban Thường trực của Đại hội đại biểu nhân dân toàn quốc Trung Quốc căn cứ vào đề nghị của Ủy ban Quân sự Trung ương Cộng hòa Nhân dân Trung Hoa để phê chuẩn các ứng cử viên vào thành phần của Ủy ban Quân sự Trung ương Cộng hòa Nhân dân Trung Hoa. Chủ tịch Ủy ban Quân sự Trung ương Cộng hòa Nhân dân Trung Hoa chịu trách nhiệm trước Đại hội đại biểu nhân dân cũng như Uỷ ban thường vụ Quốc hội Trung Quốc.
Thành phần của Ủy ban Quân sự Trung ương Cộng hòa Nhân dân Trung Hoa gồm: Chủ tịch, một số Phó Chủ tịch và các thành viên. Chủ tịch, các Phó Chủ tịch và các thành viên của Hội đồng có thể được bầu lại trong nhiệm kỳ tiếp theo. Chủ tịch Ủy ban Quân sự Trung ương Cộng hòa Nhân dân Trung Hoa không chịu bất kỳ sự kiểm duyệt nào có thể hạn chế quyền được bổ nhiệm vào cương vị Chủ tịch trong các kỳ tiếp theo. Ủy ban Quân sự Trung ương Cộng hòa Nhân dân Trung Hoa có nhiệm kỳ mỗi khóa 5 năm, nhưng không hạn chế về số khóa và chịu trách nhiệm trước Chủ tịch Ủy ban Quân sự Trung ương Cộng hòa Nhân dân Trung Hoa.
Vì Đảng Cộng sản Trung Quốc nắm vai trò lãnh đạo tuyệt đối đối với các lực lượng vũ trang Trung Quốc, nên tất cả các thành viên của Quân ủy Trung ương Trung Quốc cũng đồng thời là thành viên của Ủy ban Quân sự Trung ương Cộng hòa Nhân dân Trung Hoa. Do đó, trên thực tế, hai cơ quan này là một. 

## Quyền hạn
Ủy ban Quân sự Trung ương Cộng hòa Nhân dân Trung Hoa có quyền hạn sau:
- Lãnh đạo lực lượng vũ trang toàn quốc;
- Xác định chiến lược quân sự và chính sách hoạt động của các lực lượng vũ trang;
- Lãnh đạo và quản lý Quân đội Giải phóng Nhân dân xây dựng, quy hoạch phát triển, kế hoạch và tổ chức thực hiện;
- Đề xuất dự thảo với Đại hội Đại biểu Nhân dân Toàn quốc, hoặc Ủy ban Thường vụ Nhân Đại;
- Quyền hạn khác theo quy định.